# Луций Стаций Квадрат
Луций Стаций Квадрат (на латински: Lucius Statius Quadratus) e римски политик и сенатор през средата на 2 век. Той е баща на Марк Стаций Приск Лициний Италик (консул 159 г., 161 г. легат на Долна Мизия).
Квадрат произлиза от Атина, където фамилията му има римско гражданство. През 142 г. той става консул заедно с Луций Куспий Пактумей Руфин. Между 155 и 157 Квадрат е проконсул на Азия, където ръководи процес против Свети Поликарп от Смирна.